# Impacto de Tolkien na fantasia

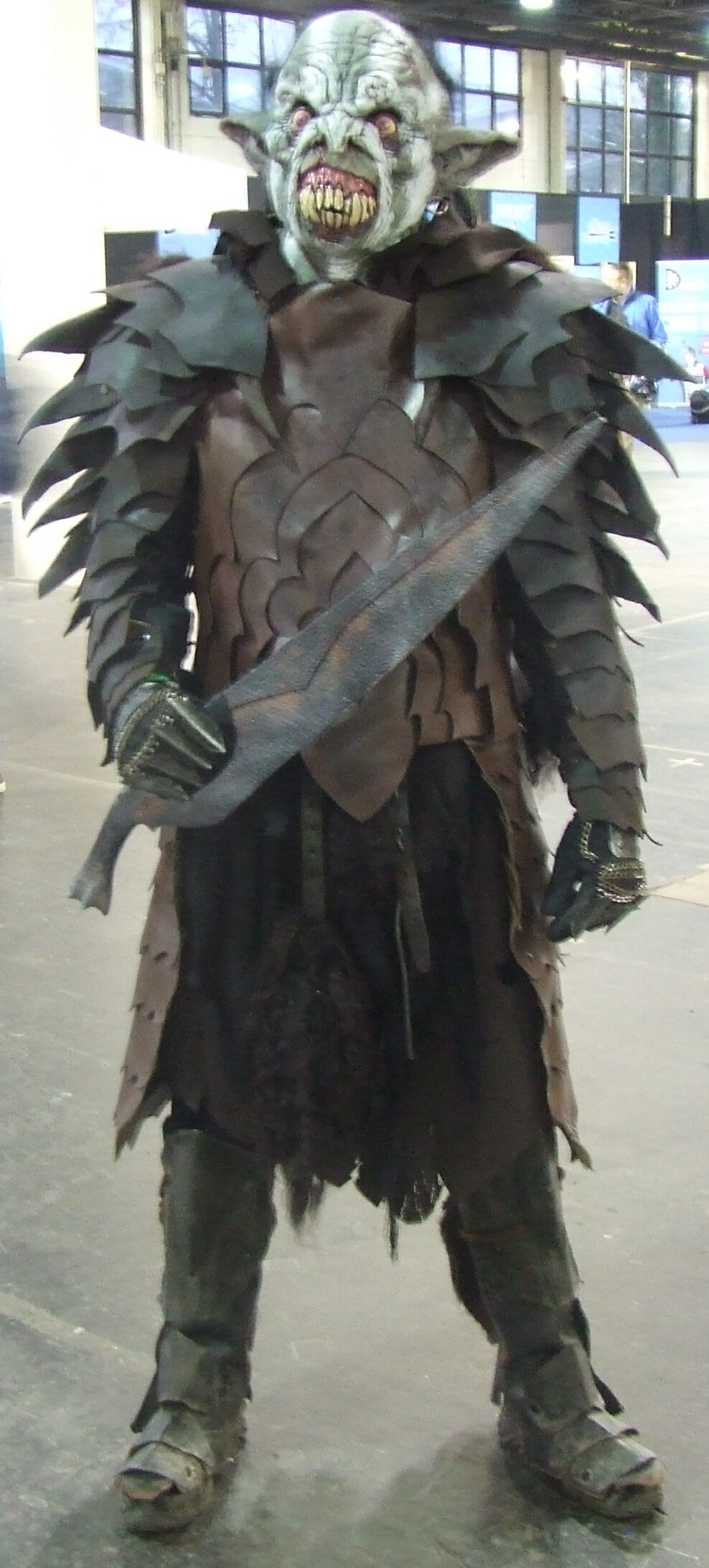
Um fã de Tolkien com uma fantasia de O Senhor dos Anéis, Budapeste, 2015

Embora a fantasia existisse há muito tempo [en] em várias formas ao redor do mundo antes de seu tempo, J. R. R. Tolkien foi chamado de "pai da fantasia", e O Senhor dos Anéis é considerado seu centro. Publicado entre 1954 e 1955, o romance influenciou enormemente a escrita de fantasia, estabelecendo, em particular, a forma de fantasia alta ou épica, ambientada em um mundo secundário ou de fantasia em um ato de mitopoética. O livro se destacou na época por sua extensão considerável, sua sensação "épica" com um elenco de  personagens heróicos,  sua ampla geografia e suas batalhas. Incluía uma história extensa por trás da ação, uma impressão de profundidade [en], múltiplas raças sencientes e monstros, além de talismãs poderosos. A história é uma jornada, com múltiplas subtramas. O sucesso do romance demonstrou que o gênero era comercialmente distinto e viável.
Muitos escritores de fantasia posteriores imitaram o trabalho de Tolkien ou escreveram em reação a ele. Uma das primeiras foi Ursula K. Le Guin com sua série de romances Terramar [en], iniciada em 1968, que usou arquétipos tolkinianos, como magos, um príncipe deserdado, um anel mágico, uma jornada e dragões. Seguiu-se uma onda de publicações. Autores de fantasia, como Stephen R. Donaldson [en] e Philip Pullman, criaram fantasias intencionalmente não-tolkinianas, Donaldson com um protagonista não amável e Pullman, crítico de O Senhor dos Anéis, com uma visão diferente do propósito da vida.
O gênero se expandiu para o cinema, para Role-playing games (rpg) e videogames, e para a arte de fantasia. A série de filmes de Peter Jackson, O Senhor dos Anéis (2001–2003), trouxe um novo e vasto público para a obra de Tolkien. A influência de Tolkien alcançou os rpg's já em 1974 com Dungeons & Dragons de Gary Gygax; isso foi seguido por muitos videogames da Terra Média, alguns licenciados diretamente e outros baseados na cultura de fantasia tolkiniana. As fantasias de Tolkien foram ilustradas por artistas como John Howe, Alan Lee e Ted Nasmith, que se tornaram conhecidos como "artistas de Tolkien".

## Contexto
J. R. R. Tolkien foi um estudioso de literatura inglesa, filólogo e medievalista interessado em linguagem e poesia da Idade Média, especialmente da Inglaterra anglo-saxã e do norte da Europa. Seu conhecimento profissional de obras como Beowulf moldou seu mundo fictício da Terra Média, incluindo seu romance de alta fantasia O Senhor dos Anéis. Isso não o impediu de usar fontes modernas [en], incluindo fantasia; a Enciclopédia de J.R.R. Tolkien discute 25 autores cujas obras apresentam paralelos com elementos dos escritos de Tolkien.

## Fantasia nas mãos de Tolkien

### Características distintas

Entre os recursos criados por Tolkien para tornar a Terra Média real estavam en, como do Condado, com um som en. (Esboço do mapa mostrado)

O Senhor dos Anéis foi construído com várias características distintas. Estas incluíam sua extensão considerável, notável para a época, quando poucos romances de gênero excediam 65.000 palavras. Isso era acompanhado por uma sensação "épica", criada por uma combinação de características [en], como seu elenco de personagens heróicos, sua ampla geografia e suas batalhas. A história é contada com alusões a tempos mais antigos, proporcionando uma impressão de profundidade [en] por trás da ação e um passado que se desvanece em uma mitologia. Os heróis encontram múltiplas raças sencientes [en], incluindo povos livres como elfos e anães, e monstros como trolls e aranhas gigantes. Talismãs poderosos são utilizados, como espadas com nomes próprios, bastões de magos, anéis mágicos e pedras videntes. Quanto à história, há uma jornada, acompanhada por muitas subtramas. Como se isso não bastasse, Tolkien dá à trama uma dimensão moral: os personagens precisam confiar em sua própria coragem e sorte, acreditando que os poderes invisíveis os apoiarão.
O Senhor dos Anéis e, em certa medida, também seu romance infantil de 1937, O Hobbit, utilizam múltiplos elementos para tornar o mundo de fantasia da Terra Média convincente. Esses incluem mapas detalhados [en] com muitos nomes de lugares; uma impressão de profundidade; uma história-moldura; poesia intercalada com a narrativa [en]; árvores genealógicas [en]; línguas inventadas detalhadamente trabalhadas, completas com scripts; ilustrações [en]; e heráldica [en].

Heráldica da Terra Média: um brasão com a Árvore Branca de Gondor.

A impressão de profundidade, em particular, ajuda a fazer a Terra Média parecer, como Tom Shippey [en] descreveu, "um mundo coerente, consistente e profundamente fascinante sobre o qual [Tolkien] não tinha tempo [então] para falar". Como outro exemplo, a heráldica ajuda a transmitir impressões como a "majestade evidente" do herói Aragorn:
| “ | no navio mais à frente, um grande estandarte se abriu, e o vento o exibiu enquanto ele virava para Harlond. Lá floresceu uma Árvore Branca, que era para Gondor; mas ao redor dela estavam Sete Estrelas, e acima dela uma alta coroa, os sinais de Elendil que nenhum senhor carregava há anos incontáveis. E as estrelas brilhavam ao sol, pois foram feitas de gemas por Arwen, filha de Elrond; e a coroa reluzia na manhã, pois era feita de mithril e ouro. | ” |

## Mitopoética
Mitopoética é a criação de uma mitologia fictícia, incorporando temas e arquétipos mitológicos tradicionais em uma obra literária. Tolkien não foi o primeiro autor a criar mundos fictícios, já que George MacDonald e H. Rider Haggard o fizeram antes, sendo elogiados por seus dons "mitopoéticos" pelo amigo de Tolkien e colega Inkling, C. S. Lewis. No entanto, Tolkien foi muito além, dedicando muitos anos ao desenvolvimento do que foi chamado de uma mitologia para a Inglaterra, começando em 1914. O estudioso finlandês Jyrki Korpua argumenta que Tolkien seguiu um código mitopoético específico em seu legendarium, abrangendo a criação (Ainulindalë), a construção do mundo (Valaquenta, início do Quenta Silmarillion), a queda (Quenta Silmarillion), um período de luta (Akallabêth e O Senhor dos Anéis) e o fim do mundo (como em O Anel de Morgoth). Korpua afirma que esse código é linear e um tanto bíblico, utilizando arquétipos. Tolkien criou numerosos arquétipos em seus escritos da Terra Média, estabelecendo como elementos padrão de fantasia, familiares e atraentes para os leitores, as raças distintas de Elfos, anães, Ents, Trolls, Orcs e Hobbits.

## Impacto
O Senhor dos Anéis teve um impacto enorme no gênero de fantasia; em alguns aspectos, eclipsou todas as obras de fantasia escritas antes dele e, inquestionavelmente, criou a "fantasia" como uma categoria de mercado. Tolkien foi chamado de "pai" da fantasia moderna, ou, mais especificamente, da fantasia alta. As obras de Tolkien trouxeram à literatura de fantasia um novo grau de aclamação mainstream; várias pesquisas nomearam O Senhor dos Anéis como o maior livro do século. O autor e editor do Journal of the Fantastic in the Arts, Brian Attebery [en], escreve que a fantasia é definida "não por fronteiras, mas por um centro", que é O Senhor dos Anéis.
Diana Paxson [en] afirma no Mythlore [en] que Tolkien fundou uma nova tradição literária. A influência de Tolkien e sua crítica literária popularizaram amplamente os mundos secundários, como ele os chamou em seu ensaio formativo "Sobre Histórias de Fadas". Isso levou ao declínio de dispositivos como molduras de sonho para explicar cenários fantásticos.

## Escrita de fantasia influenciada por Tolkien
Diz-se de Tolkien que "a maioria dos escritores de fantasia subsequentes ou o imita ou tenta desesperadamente escapar de sua influência", enquanto "seu domínio sobre os leitores tem sido extraordinário".

### Inspirado por Tolkien
O imenso sucesso das obras de Tolkien desencadeou uma corrida editorial. Lin Carter editou a Ballantine Adult Fantasy series [en] a partir de 1969, republicando Morris, Dunsany, MacDonald e Mirrlees, ao lado de algumas obras novas. Muitos autores escreveram livros "tolkienescos", com histórias enraizadas em folclore, mito e magia, ambientadas em um interior medieval. Entre esses estavam The Forgotten Beasts of Eld [en] de Patricia A. McKillip [en] e The Magic Three of Solatia de Jane Yolen, fantasias inspiradas em Tolkien para jovens adultos escritas em meados dos anos 1970. Yolen comenta que, embora algumas das escritas fossem boas, "o que começou com graça e poder facilmente degenerou em uma espécie de tolice mítica", com "unicórnios pastéis, espadas falantes tímidas e um cenário medieval estereotipado com o número necessário de estalagens sujas, magos malignos e seres peludos de pés gentis de várias preferências sexuais. Tolkien ... teria ficado horrorizado."
| “                   | Um formato seguro e confortável? A fantasia passou a ser identificada com uma série de clones de Tolkien em múltiplos volumes que seguem uma trajetória excessivamente familiar... todos sabemos como é: um jovem (quase sempre homem) é inesperadamente revelado como tendo uma habilidade especial ou ser um príncipe perdido há muito tempo e deve embarcar em uma missão para recuperar vários tokens de trama antes de finalmente derrotar as forças do mal. É um formato que representa uma grande quantidade do que aparece nas prateleiras de fantasia de nossas livrarias, desde A Espada de Shannara [en] de Terry Brooks [en] até os romances Harry Potter de J. K. Rowling. O formato pode ser seguro e confortável, mas representa apenas uma proporção muito pequena do que a fantasia pode fazer... | ” |
| — Paul Kincaid [en] | |   |

Em 1977, Lester Del Rey, buscando espelhar a obra de Tolkien, publicou A Espada de Shannara [en] de Terry Brooks [en]. O livro foi fortemente criticado por Carter, Attebery e outros por copiar integralmente o enredo e os personagens de O Senhor dos Anéis; Attebery escreveu que ele tentou "evocar maravilha sem envolver a mente ou as emoções", reduzindo a arte de Tolkien "a uma fórmula vazia". Apesar disso, alcançou o tipo de sucesso revolucionário que Del Rey esperava; foi o primeiro romance de fantasia a aparecer na lista de best-sellers do New York Times e, eventualmente, chegou ao topo.
Guy Gavriel Kay, que auxiliou Christopher Tolkien na edição de O Silmarillion, escreveu sua própria trilogia de fantasia influenciada por Tolkien, A Tapeçaria de Fionavar [en] (1984–86), completa com anães e magos. A duologia Silver Call de Dennis L. McKiernan [en] pretendia ser uma sequência direta de O Senhor dos Anéis, mas precisou ser alterada. A trilogia A Torre de Ferro [en], altamente influenciada pelos livros de Tolkien, foi então escrita como uma história de fundo. Séries de fantasia como Discworld de Terry Pratchett e As Crônicas de Alvin Maker [en] de Orson Scott Card foram "indubitavelmente" influenciadas por Tolkien.
Em 1992, Martin H. Greenberg [en] editou uma coleção festschrift de contos de 19 autores de fantasia, incluindo Yolen, Stephen R. Donaldson [en], Terry Pratchett, Poul e Karen Anderson e Peter S. Beagle, no centenário do nascimento de Tolkien. Yolen, comentando que "às vezes é difícil lembrar que havia livros de fantasia escritos antes do trabalho de J. R. R. Tolkien", afirmou que as histórias não eram imitações, "pois nenhum de nós é imitador — mas em homenagem à sua obra".

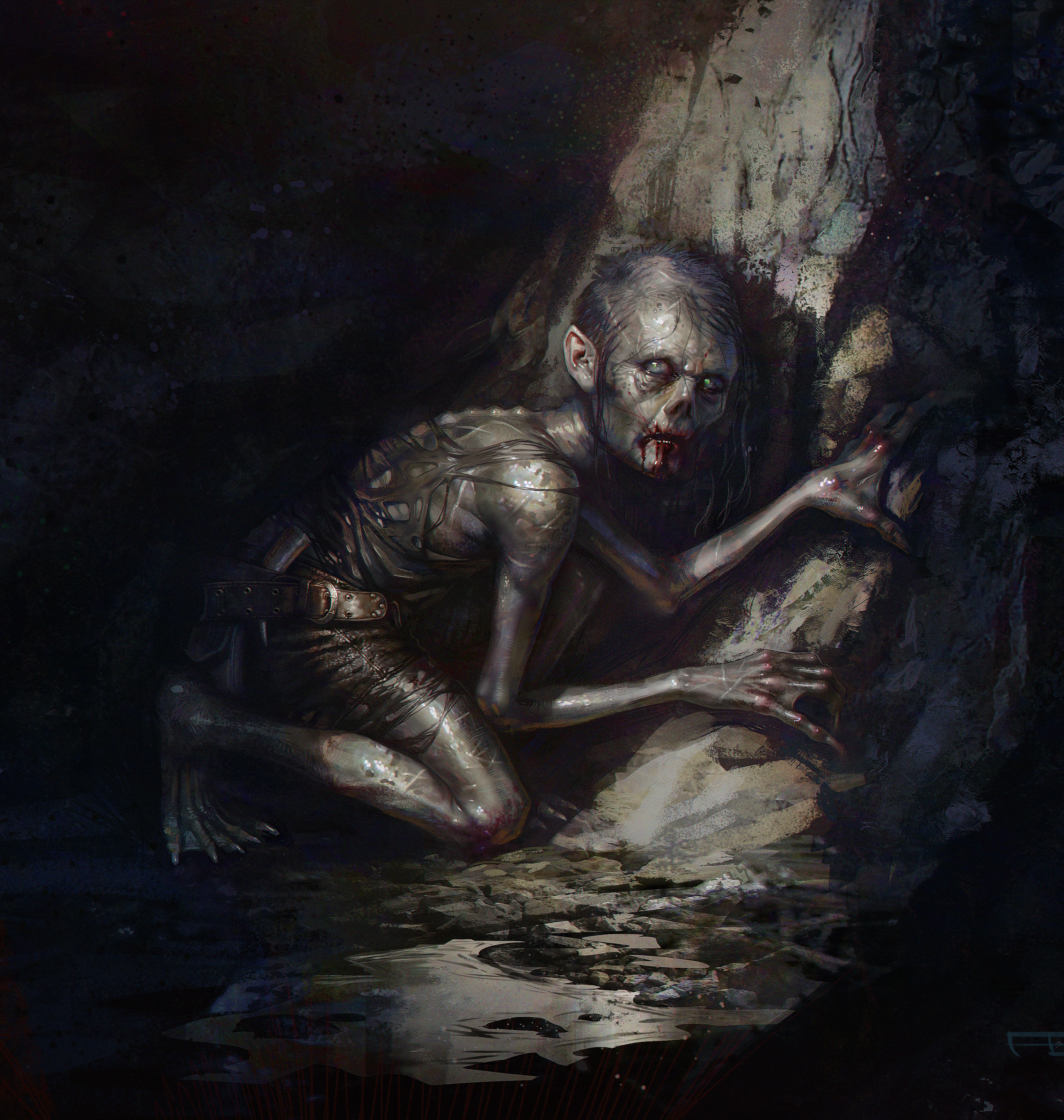
Tolkien criou ou popularizou elementos de fantasia como heróis, missões, objetos mágicos, magos, elfos, anães e monstros, incluindo Gollum. Pintura de Gollum por Frederic Bennet, 2014

Muitos escritores utilizaram enredos, cenários e personagens tolkinianos. O enredo de There and Back Again [en] de Pat Murphy [en] (1999) espelha intencionalmente o de O Hobbit, mas é transposto para um cenário de ficção científica envolvendo viagens espaciais. A série de J. K. Rowling, Harry Potter (1997–2007), também é influenciada por Tolkien; por exemplo, o mago Dumbledore foi descrito como parcialmente inspirado pelo Gandalf de Tolkien. Além disso, Rowling explora temas tolkinianos de morte e imortalidade e a natureza do mal e como ele surge, com Lord Voldemort ocupando o lugar do Senhor do Escuro Morgoth. A série "Emberverse [en]" de S. M. Stirling [en] inclui um personagem obcecado por O Senhor dos Anéis que cria uma comunidade pós-apocalíptica baseada nos Elfos e Dúnedain de Tolkien. O mesmo ponto de enredo foi usado pelo escritor russo Vladimir Berezin em seu romance Road Signs (do universo de Metro 2033 [en]). O escritor de terror Stephen King reconheceu a influência de Tolkien em seu romance The Stand e em sua série de fantasia A Torre Negra. Outros escritores de fantasia proeminentes, incluindo George R. R. Martin, Michael Swanwick [en], Raymond E. Feist, Poul Anderson, Karen Haber [en], Harry Turtledove, Charles de Lint [en] e Orson Scott Card, reconheceram a obra de Tolkien como uma inspiração.

### Reação contra Tolkien
Alguns escritores reagiram contra Tolkien criando fantasias que não seguem o padrão esperado. Assim, as Crônicas de Thomas Covenant [en] de Stephen R. Donaldson têm um protagonista pouco amável, bem diferente de um hobbit: John R. Fultz chama Covenant de "um chorão, um reclamão, um homem quebrado sem esperança para si mesmo ou para o reino que ele foi encarregado de salvar". O mundo que Covenant visita pode se assemelhar à Terra Média, assim como sua jornada, mas a abordagem do livro, um "contraponto sombrio ao  heroísmo brilhante de Tolkien", é completamente diferente.
A trilogia His Dark Materials de Philip Pullman, segundo o próprio autor, é uma "rival" tanto de O Senhor dos Anéis quanto das Crônicas de Nárnia de seu colega Inkling, C. S. Lewis. Pullman afirma que discorda da resposta de Lewis para questões sobre a existência de Deus e o propósito da vida, e sustenta que Tolkien "não aborda essas questões de forma alguma". Como resultado, ele considera Tolkien "essencialmente trivial" e "não vale a pena discutir". Ross Douthat [en] comenta na The Atlantic que a declaração de Pullman de que a saga dos Anéis é "trivial" diz muito sobre onde sua própria saga de fantasia "deu errado". Na visão de Douthat, a construção de mundo "cativante e divertida" de Pullman em A Bússola de Ouro (o primeiro romance da trilogia), com o urso blindado "e as bruxas, a paisagem que mistura Júlio Verne com Tolkien", desvanece lentamente nos romances posteriores. Pullman também criticou O Senhor dos Anéis por não ter personagens femininas fortes [en]; em sua opinião, "Não há absolutamente nenhuma consciência do poder e mistério sexual no livro".
O subgênero moderno de fantasia sombria foi descrito como uma abordagem "anti-Tolkien" para a escrita de fantasia, que o romancista britânico de ficção científica e fantasia Adam Roberts caracteriza por sua reação ao idealismo de Tolkien, embora deva muito à sua obra. George R. R. Martin, autor de As Crônicas de Gelo e Fogo, cita Tolkien como uma inspiração, enquanto também afirma seu objetivo de ir além do que ele vê como a "filosofia medieval" de Tolkien de "se o rei fosse um bom homem, a terra prosperaria" para explorar as complexidades, ambiguidades e incertezas do poder na vida real.

### Usando fontes tolkinianas
A estudiosa de folclore Dimitra Fimi [en] sugere um terceiro grupo de autores influenciados por Tolkien, os fantasistas britânicos Susan Cooper, Alan Garner e Diana Wynne Jones. Em sua visão, todos foram, como Tolkien, motivados à fantasia pela guerra; todos os três assistiram às palestras de Tolkien na Universidade de Oxford; e todos admitiram serem influenciados por "mitos e folclore britânicos", os tipos de "intertextos" medievais que Tolkien utilizou. Enquanto Wynne Jones escreveu alta fantasia, sobre mundos secundários, Cooper e Garner escreveram fantasia de "intrusão", na qual o sobrenatural ou fantástico invade o mundo comum.

### Reestruturando convenções tolkinianas
A ilha de Gont, uma única montanha que eleva seu pico a uma milha acima do mar nordeste assolado por tempestades, é uma terra famosa por seus magos. Das cidades em seus altos vales e dos portos em suas baías escuras e estreitas, muitos gonteses partiram para servir os Senhores do Arquipélago em suas cidades como magos ou feiticeiros, ou, em busca de aventura, para vagar praticando magia de ilha em ilha por toda a Terra do Mar. Desses, alguns dizem que o maior, e certamente o maior viajante, foi o homem chamado Gavião, que em seu tempo se tornou tanto senhor dos dragões quanto Arquimago. Sua vida é contada no Feito de Ged e em muitas canções, mas esta é uma história do tempo antes de sua fama, antes que as canções fossem feitas.

Ursula Le Guin, O Feiticeiro de Terramar
Em 1968, Ursula K. Le Guin publicou a alta fantasia O Feiticeiro de Terramar, seguida entre 1970 e 2001 por outros romances e contos da série Terramar. Foi uma das primeiras séries de fantasia influenciadas por Tolkien. Entre os arquétipos tolkinianos nos livros de Terra do Mar estão magos (incluindo o protagonista, Ged [en]), um príncipe deserdado (Arren em A Costa Mais Distante [en]), um anel mágico (o anel de Erreth-Akbe em As Tumbas de Atuan [en]), uma jornada ao estilo da Terra Média (em A Costa Mais Distante) e dragões poderosos (como o dragão de Pendor, em Um Mago de Terramar).
Fimi escreve que o mundo secundário de Le Guin, junto com sua mitologia, é "muito não-tolkiniano". Ele tem sua própria cultura, línguas e história, mas, ela observa, Terra do Mar não compartilha o "sabor" britânico da Terra Média; Terra do Mar é um arquipélago, não um continente, tem protagonistas de pele morena e uma filosofia taoísta. Le Guin afirmou que o mago de Tolkien, Gandalf, foi o "germe" para Um Mago de Terramar; o personagem a levou a questionar como os magos aprendem "o que é obviamente uma arte erudita e perigosa? Existem faculdades para jovens magos?", resultando na ida do jovem Ged à ilha de Roke para estudar na Escola de Magia e, finalmente, tornar-se Arquimago. Na visão de Fimi, Le Guin "navegou pelo legado de Tolkien com cuidado e um verdadeiro talento criativo".

## Mídias de fantasia influenciadas por Tolkien

### Cinema
O gênero de fantasia expandiu-se da forma escrita para o cinema. A série de filmes de Peter Jackson, O Senhor dos Anéis (2001–2003), trouxe Tolkien para a tela de cinema, conquistando para ele, e para a fantasia em geral, um novo e vasto público. Seu sucesso foi seguido pela série de filmes As Crônicas de Nárnia (2005–2010), adaptada dos livros de Nárnia de Lewis, e pelos oito filmes Harry Potter. O mercado de fantasia também acomodou alguns filmes muito não-tolkinianos, como O Labirinto do Fauno de Guillermo del Toro (2006), ambientado na Espanha pós-Guerra Civil Espanhola, onde um mundo mítico cheio de monstros estranhos invade o mundo real. Del Toro esteve posteriormente envolvido no desenvolvimento da série de filmes O Hobbit, apesar de ter dito sobre a Terra Média de Tolkien que "não gosto de caras pequenos e dragões, pés peludos, hobbits... Não gosto de espada e feitiçaria, odeio tudo isso".

### Jogos

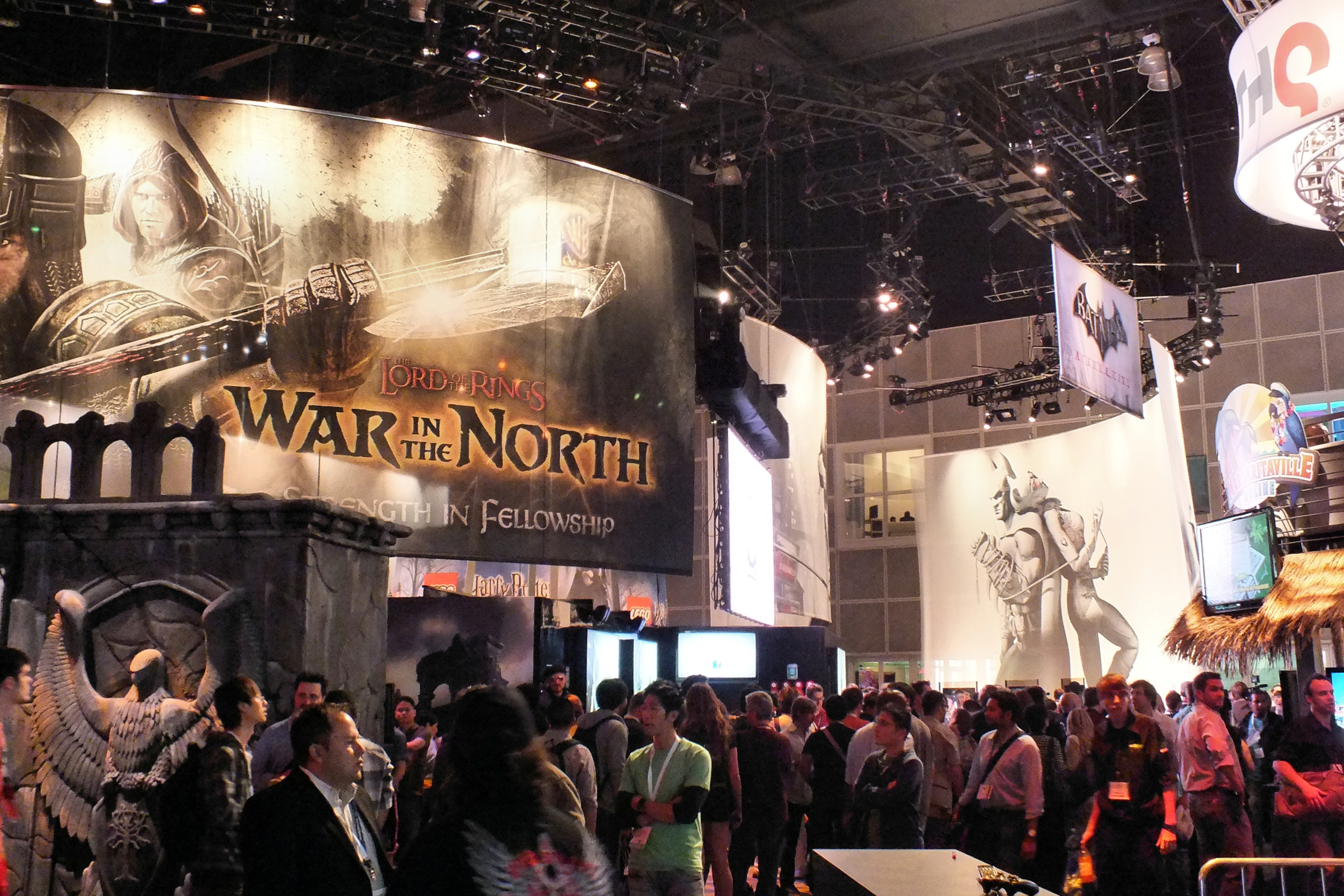
Jogos de vídeo da Terra Média na Electronic Entertainment Expo de 2011.

A influência de Tolkien se estende a role-playing games, incluindo Dungeons & Dragons de Gary Gygax de 1974. Gygax foi obrigado, após um processo, a renomear alguns tipos de personagens especialmente tolkinianos, como Hobbits (que se tornaram "Halflings"), Nazgûl (que se tornaram "Wraiths") e o Balrog (que se tornou "Balor"). Muitos videogames inspirados na Terra Média foram produzidos por estúdios como Electronic Arts, Vivendi Games, Melbourne House [en] e Warner Bros. Interactive Entertainment. Além dos jogos diretamente licenciados para usar material da Terra Média, outros desenvolvedores criaram videogames como Baldur's Gate, EverQuest [en], The Elder Scrolls, Neverwinter Nights e World of Warcraft "crescidos a partir da cultura estabelecida pelas obras de Tolkien".

### Arte
Tolkien é um dos poucos autores em qualquer domínio não apenas a ter suas obras ilustradas [en] por artistas de fantasia, no seu caso incluindo John Howe, Alan Lee, e Ted Nasmith, cujo trabalho foi elogiado por Tolkien, mas a ter gerado uma profissão nomeada, "artista de Tolkien". Howe e Lee também atuaram como artistas conceituais para os filmes da Terra Média de Jackson. Os Irmãos Hildebrandt criaram muitas obras de arte de Tolkien na década de 1970, uma seleção aparecendo em seus calendários de Tolkien [en]. Na Rússia, Alexander Korotich [en] criou um conjunto de ilustrações em scraperboard [en] para O Senhor dos Anéis. Ele também desenhou ilustrações para uma coleção de contos de fadas de Tolkien para a editora Ural Market.